# Vertentes do Lagedo
Vertentes do Lagedo é um distrito do município brasileiro de Maranguape, no estado do Ceará. Segundo o censo demográfico de 2022, realizado pelo Instituto Brasileiro de Geografia e Estatística (IBGE), sua população era de 110 habitantes e havia 46 domicílios particulares permanentes ocupados. Foi criado pela lei estadual nº 7.148 de 10 de janeiro de 1964.
De acordo com o IBGE, em 2010 a população era de 449 habitantes e havia 166 domicílios particulares.